# أشوك مالك
أشوك مالك (بالإنجليزية: Ashok Malik)‏ هو صحفي ومؤلف هندي، ولد في 1969.